# Jovan Babunski
Jovan Stojković – Babunski (Martolci, 25. prosinca 1878. - Veles, 17. veljače 1920.), poznat kao Vojvoda Babunski, bio je srpski četnički vojvoda i zapovjednik tijekom Borbe za Makedoniju i Staru Srbiju, Balkanskih ratova i Prvog svjetskog rata.

## Životopis
Nakon ubojstva svog brata i sina od strane bugarske Vnatrešne Makedonske Revolucionerne Organizacije - VMRO, tražeći osvetu, pridružio se četničkim odmetnicima, među kojima je ubrzo postao zapovjednik četničkih jedinica u dolini rijeke Vardar, gdje se sukobio s bugarskim i osmanskim snage.
Nadimak Babunski dobio je po planini Babuni na kojoj je ratovao 1905. – 1908. Pjesmu posvećenu vojvodi Jovanu Babunskom Spremte se spremte četnici napisao je odmah posle borbe u selu Drenovu 1907. Jovan Grković Gapon.
Nakon izbijanja Prvog balkanskog rata pridružio se srpskoj vojsci u kojoj je ranjen tijekom bitke u selu Strevica. Tijekom Drugog balkanskog rata bio je dio srpskog dobrovoljačkog odreda s kojim se borio u Bregalničkoj bitci. Tijekom Prvog svjetskog rata Babunski i njegov četnički odred borili su se protiv austrougarskih snaga 1914. godine, a kasnije i na Solunskom bojištu, gdje je Babunski odlikovan od strane francuskog generala d'Espereya nakon što je s posadama zarobio dva njemačka torpedna čamca. Nakon rata, Babunski je sa svojim jakim snagama od 250 boraca pomogao novim srpskim vlastima da uguše bugarski otpor u blizini makedonskih gradova Bitolja i Tikveša. Smatran jednim od najpoznatijih četničkih vojvoda toga doba, Babunski je umro u Velesu 1920.